# Bogdan Olewicz
Bogdan Olewicz, właśc. Bogusław Olewicz (ur. 28 czerwca 1946 w Bytomiu) – polski autor tekstów piosenek i dziennikarz.

## Życiorys
Absolwent Wydziału Filologii Angielskiej Uniwersytetu Warszawskiego. Pracował jako lektor, nauczyciel i tłumacz. Zadebiutował w 1968 tekstem do piosenki Za moim oknem stworzonym dla Maryli Rodowicz. Sprawował opiekę literacką nad działalnością artystyczną piosenkarzy i zespołów klubów studenckich Hybrydy i Medyk w Warszawie, m.in. Nataszą Czarmińską, Elizą Grochowiecką i grupą Rh-. W latach 70. wraz ze Zbigniewem Hołdysem tworzył duet kompozytorsko-tekściarski. Współpracował z Perfectem, Lady Pank, Korbą, Budką Suflera, Andrzejem i Elizą, Krystyna Prońko, Anną Jantar, Urszulą, Zdzisławą Sośnicką, Krzysztofem Krawczykiem, zespołem Universe i in.
Jest autorem libretta rock opery 3400 lat po Ikarze (muz. Janusz Koman), współautorem tekstów suity I Ching (muz. Zbigniew Hołdys), tekstów piosenek do filmów Hallo Szpicbródka, czyli ostatni występ króla kasiarzy (reż. Janusz Rzeszewski, Mieczysław Jahoda), Uprowadzenie Agaty (reż. Marek Piwowski), oraz tytułowych piosenek do seriali Sukces... i M jak miłość.
Wchodził w skład jury wybierającego Piosenkę dla Europy na potrzeby Konkursu Piosenki Eurowizji 2006. Przewodniczył jury Międzynarodowego Festiwalu Piosenki im. Anny Jantar w roku 2006, a w roku 2007 festiwal ten został poświęcony jego twórczości.
Od 1972 jest członkiem, od 2020 członkiem honorowym ZAiKS-u.
W 2022 odsłonił swoją pamiątkową gwiazdę w Alei Gwiazd Polskiej Piosenki w Opolu.

## Teksty
- Universe The best of – słowa utworów:
  - „Głupia żaba (Zabawa w miłość)”
  - „Godzina zero”
  - „Ty masz to, czego nie mam ja”
- I Ching – słowa
  - śpiew w utworze „Milo”
- Perfect Perfect – słowa piosenek:
  - „Lokomotywa z ogłoszenia”
  - „Obracam w palcach złoty pieniądz”
  - „Bla bla bla”
  - „Niewiele ci mogę dać”
  - „Bażancie życie”
  - „Nie igraj ze mną wtedy kiedy gram”
  - „Nie płacz Ewka”
- Perfect UNU – słowa piosenek:
  - „Druga czytanka dla Janka”
  - „Idź precz”
  - „Pocztówka dla państwa Jareckich”
  - „Autobiografia”
  - „Wyspa, drzewo, zamek”
  - „Chce mi się z czegoś śmiać”
  - „Objazdowe nieme kino”
  - „Moja magiczna różdżka”
  - „Zamieniam się w psa”
  - „Dla zasady nie ma sprawy”
- Perfect Jestem – słowa
- Perfect Geny – słowa
- Perfect Śmigło – słowa
- Perfect Schody – słowa
- Perfect XXX – słowa
- Korba Motywacje – słowa
- Korba Sto papierów – słowa
- Lady Pank Na na – słowa utworów:
  - „Kupiłem sobie psa”
  - „Nie ma ochoty”
  - „Na co komu dziś”
  - „Zabić strach”
  - „Na na”
  - „Wilcze stado”
- Budka Suflera Ratujmy co się da!! – słowa utworów:
  - „Ratujmy co się da”
  - „Czy ty siebie znasz”
  - „Nieśmiertelnie piękna twarz”
  - „To nie tak miało być”
  - „Czas wielkiej wody”
- Andrzej Zieliński „Znów od zera” – słowa utworów:
  - „Gdy gra muzyka”
- Budka Suflera Jest – słowa utworów:
  - „To moja pieśń”[3]
  - „Śnieżna kula”[3]
  - „Tajemnicza siła”[3]
  - „Trochę słabej woli”[4]
  - „Za duża konkurencja”[5]
- Budka Suflera 10 lat samotności – słowa utworów:
  - „Nowa podróż”[6]
  - „Zdolna jesteś, to wiesz”[7]
  - „Ślepy traf”[8]

## Inne utwory ze słowami Bogdana Olewicza
- „A kto się kocha w tobie?” (muz. Andrzej Korzyński; wykonanie Zdzisława Sośnicka)
- „Czas relaksu” (muz. Andrzej Rybiński; wykonanie Andrzej i Eliza)
- „Czekasz na tę jedną chwilę” (muz.i wykonanie Seweryn Krajewski)
- „Deszcz w Cisnej” (muz. Jacek Mikuła; wykonanie Krystyna Prońko)
- „Gdzie są dzisiaj tamci ludzie?” (muz. Jarosław Kukulski; wykonanie Anna Jantar)
- „Julia i ja” (muz. Marceli Trojan; wykonanie Zdzisława Sośnicka)
- „Jesteś lekiem na całe zło” (muz. Marek Stefankiewicz; wykonanie Krystyna Prońko)
- „Kiedy przyjdziesz do mnie biała” (muz. Zbigniew Hołdys; wykonanie Natasza Czarmińska)
- „Lola z Honolulu” (muz. Ryszard Poznakowski i Krzysztof Krawczyk; wykonanie Krzysztof Krawczyk)
- „Modlitwa o miłość prawdziwą” (muz. Jacek Mikuła; wykonanie Krystyna Prońko)
- „Moje jedyne marzenie” (muz. Jarosław Kukulski; wykonanie Anna Jantar)
- „Nie czekaj mnie w Argentynie” (muz. Andrew Lloyd Webber ; wykonanie Zdzisława Sośnicka)
- „Pamiętam ciebie z tamtych lat” (muz. Wojciech Trzciński/Krzysztof Krawczyk; wykonanie Krzysztof Krawczyk)
- „Raz na jakiś czas” (muz. Barbara Bajer; wykonanie Zdzisława Sośnicka)
- „Rysa na szkle” (muz. Stanisław Zybowski; wykonanie Urszula)
- „Tylko mnie poproś do tańca” (muz. Wanda Żukowska; wykonanie Anna Jantar)
- „Żegnaj lato na rok” (muz. Wojciech Trzciński; wykonanie Zdzisława Sośnicka)
- "Subtelna gra" (muz. Krystyna Prońko; wykonanie Krystyna Prońko)

## Odznaczenia
- Brązowy Medal „Zasłużony Kulturze Gloria Artis” (2013)[9]
- Medal ZAiKS-u (1998)[2]
- Medal 90-lecia ZAiKS-u (2009)[2]
- Odznaka honorowa ZAiKS-u (2009)[2]

## Nagrody
- Nagroda specjalna ZAiKS-u (2017, 2020)[2]
- Nagroda 100-lecia ZAiKS-u (2018)[2]